# Lamlumpu
Lamlumpu is een bestuurslaag in het regentschap Aceh Besar van de provincie Atjeh, Indonesië. Lamlumpu telt 967 inwoners (volkstelling 2010).